# Жермен, Жан
Жан Жерме́н (фр. Jean Germain; 11 сентября 1947, Тур, департамент Эндр и Луара, Франция — 7 апреля 2015, там же) — французский политик, мэр Тура, президент Турской агломерации («Тур Плюс»), сенатор Франции. Покончил с собой в день начала судебного процесса по обвинению в коррупции.

## Биография

### Ранние годы
Жан Жермен родился в 1947 году в городе Туре в центральной Франции в семье булочника. Детство провёл в городке Бургёй, где работал его отец. Учился в университетах Тура и Пуатье. В 1978 году защитил диссертацию по общему праву.

### Профессор
С 1971 года Жан Жермен начал свою трудовую деятельность в качестве преподавателя общего права в Турском университете. С 1983 года был вице-ректором, в 1988—1993 годах занимал кресло ректора университета. В конце 1990-х годов по рекомендации Пьера Московичи, бывшего на тот момент министром Франции по европейским делам, и Жака Ланга, министра образования, готовил доклад по мерам, которые должны были бы повысить мобильность студентов и преподавателей в рамках Европейского Союза. Этот доклад лёг в основу приложения к подписанному в 2001 году Ниццкому договору.

### Политик
В 1995 году в первый раз избрался мэром Тура от Социалистической партии, победив на выборах занимавшего кресло мэра на протяжении 36 лет Жана Руайе. С 2000 по 2014 года исполнял также обязанности президента Турской агломерации, называемой «Тур Плюс». Деятельность Жермена на этом посту преимущественно положительно оценивалась как специалистами, так и жителями города, дважды (в 2001 и 2008 годах) переизбиравшими его на этот пост. В течение трёх сроков предпринял существенные меры по благоустройству города - в частности, построил новый городской квартал «Дё-Лион», начал строительство трамвайных путей (трамвай был запущен в 2013 году). С 1998 по 2011 Жермен был вице-президентом региона Центр, в 2011 году был избран во французский Сенат.

### «Дело о китайских свадьбах»
Успешная политическая карьера Жана Жермена закончилась после обнародования так называемого «дела о китайских свадьбах». Первоначально информация об этом стала известна из анонимного письма, полученного сатирическим изданием «Канар аншене». Издание провело расследование и опубликовало в августе 2011 года статью о предполагаемых махинациях турского мэра.
Для развития туризма в регионе на протяжении четырёх лет (с 2007 по 2011 год) большой упор делался на китайский рынок. В частности, для китайских молодожёнов организовывались романтические турне по окрестностям Тура, включавшие посещение старинных замков Луары, виноделен, а главное — имитацию церемонии французского бракосочетания в турской мэрии. Церемония не имела никакого юридического статуса, но проводилась непосредственно мэром. За 4 года 2000 китайских пар воспользовались этой программой. Организацией туров занималась компания Time-Lotus bleu. В результате проведённого расследования выяснилось, что советник мэра по вопросам турско-китайского сотрудничества Лиз Ан (фр. Lise Han) одновременно с занятием политической должности была бенефициаром этой компании, возглавлявшейся её бывшим и нынешним мужьями. Сам мэр отрицал коррупционную составляющую данной операции, заявляя, что её целью было исключительно развитие туризма в городе.
25 января 2013 года против Лиз Ан, которую также называли любовницей мэра, было выдвинуто обвинение в мошенничестве, незаконном обогащении и хищении общественной собственности на сумму около 750 000 евро, не считая ежемесячной зарплаты в 3500 евро. Бывшая советница мэра заявляла, что тому с 2008 года было известно, кто являлся владельцем туристической компании. Жан Жермен отрицал своё соучастие, но 30 октября 2013 года французские судебные власти предъявили ему официальное обвинение. В результате скандала Жермен потерпел сокрушительное поражение на выборах мэра 2014 года, пропустив вперёд обоих своих конкурентов, кандидатов от партий Союз за народное движение и Национальный фронт.

### Самоубийство
По словам адвоката Жермена, всё время перед началом процесса тот находился в подавленном состоянии. На первое судебное заседание по делу бывший мэр не явился, и к нему домой были направлены приставы, которые обнаружили Жана Жермена мёртвым. Он застрелился в своём гараже из охотничьего ружья.
Перед самоубийством Жермен написал два письма, одно из которых оставил у себя дома, а другое — в автомобиле. В этих письмах он уверял, что ни в чём не виноват и что никогда не брал ни одного сантима общественных денег.

### Приговор
Ровно через девять месяцев после самоубийства Жана Жермена суд вынес решение по «делу о китайских свадьбах». Согласно приговору, Лиз Ан получила 30 месяцев тюрьмы, в том числе 12 месяцев реального срока, остальные — условно. Ещё трое обвиняемых были приговорены к различным наказаниям: муж Лиз Ан Вьен Лок Хюинь — к штрафу в 5000 евро, бывший руководитель аппарата Жермена Франсуа Лажьер и генеральный директор государственного туристического предприятия Долины Луары Жан-Франсуа Лемаршан получили по году тюрьмы условно. Кроме того, все они были обязаны возместить государству понесённый ущерб.
Суд не вынес никакого решения относительно виновности самого Жана Жермена. Но по мнению адвоката Лиз Ан мэтра Шотана, суд приговорил бы бывшего мэра к более серьёзному наказанию, чем его подзащитную.